# Artuš Drtil
Artuš Drtil (5. ledna 1885, Klopina u Zábřehu na Moravě – 10. dubna 1910, Praha) byl český kritik, žurnalista a básník.

## Životopis
Artuš, vlastním jménem Artur, se narodil manželům Drtilovým, Vilémovi a Anně rozené Kupkové, dne 5. ledna 1885 v Klopině č. 25 u Mohelnice. Byl pokřtěn 6. ledna. Měl ještě o dva roky mladší sestru Annu (* 27. března 1887 – ?).
Základní školu vychodil v Klopině. I přes to, že pocházel z chudších rolnických poměrů, umožnili mu rodiče studovat na českém gymnáziu v Zábřehu na Moravě, kam nastoupil v roce 1897. Během studia se zajímal o literaturu a začínal psát. Oporou se mu v té době stal gymnazijní profesor češtiny Josef Straka, kterému se líbil Drtilův sloh a logická struktura textů. Už na gymnáziu, roku 1902, mu vyšly články ve Studentském sborníku a v olomouckém deníku Pozor. Namísto podpisu tehdy používal šifry AD a V. O. Artuš Drtil psal i básně. Vzpomínal v nich na své lásky a přítele Jetřicha Lolka, bratra malíře Stanislava Lolka, se kterým se později v Praze stýkal. Jedna nazvaná My v neúplnosti vyšla tiskem ve Vlastivědném sborníku Severní Moravě (1958, 1971).
Protože ho rodiče nemohli v dalším studiu finančně podporovat, opustil v roce 1903 školu a začal pracovat jako praktikant na poště v Úsově. Poté roku 1904 nastoupil do dvouletého poštovního telegrafního kurzu v Šumperku. Záhy však kurz opustil a začal pracovat v Přerově jako redaktor v Moravských rozhledech a Lidových zájmech.
V roce 1905 přijal pozvání do Rokycan od svého přítele novináře Karla Horkého. Zde se stal spoluredaktorem časopisů Kramerius, jehož zakladatelem byl právě Horký. Ještě koncem roku se Drtil s Horkým přestěhovali do Prahy, kde chtěli společně pokračovat ve vydávání Krameria. Ubytování si našli na rohu náměstí Jiřího z Poděbrad a Jungmannovy ulice, nedaleko Olšan. V letech 1906 až 1909 si Drtil prošel ve Freistadtu v Horních Rakousích vojenskou službou. Zde dosáhl hodnosti četaře. V té době se stal členem korespondenční kanceláře mladočeské strany.
Po ukončení čtyřleté vojenské služby se stal redaktorem časopisu Rozhled P. O. Plačka a s přítelem K. Horkým začal vydávat Horkého týdeník. První číslo Horkého týdeníku vyšlo 12. března roku 1909. Artuš Drtil v něm obstarával literární rubriku, fejetony s divadelními rubrikami K. Hrubý a rubriku Karikatury a portréty bratři Čapkové. Celkem vyšlo jednadvacet čísel, z toho poslední 5. srpna 1909. Horký týdeník na radu tchána změnil na literární a kulturní revue Stopa. Artuš Drtil v něm opět obstarával a řídil část literární, K. Hrubý fejetony, bratři Čapkové měli rubrikou Výtvarné umění a Témata. Protože se i Stopa potýkala, stejně jako předchozí plátky, s finančními problémy, dali Horký s Drtilem za vděk namísto financí hmotným darům. Hlavním problémem byla inserce.

### Smrt
Artuš Drtil zemřel náhle ve svých pětadvaceti letech dne 10. dubna 1910 v Praze. V pamětech Karel Horký uvádí, že příčinou byla otrava krve z rozškrábaného vřídku na obličeji.
Smrt Artuše Drtila okolí zasáhlo. Nekrology mu, mimo jiných, napsali – František Taufer, Karel Horký, F. X. Šalda, později kupříkladu Arne Novák (Zvony domova, 1916), Jaroslav Marcha (Z okna pokojného domu 1940).

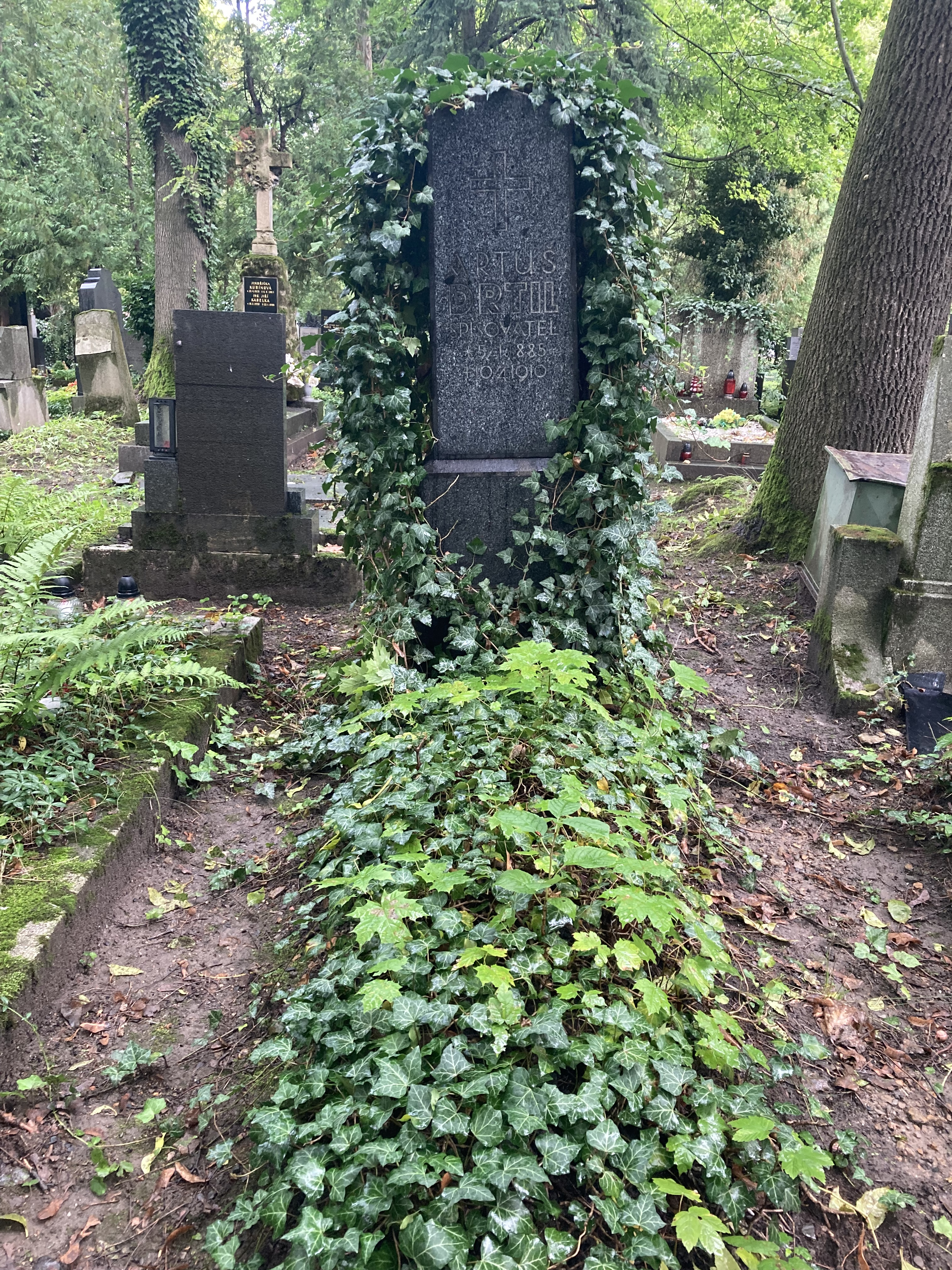
Hrob Artuše Drtila (Olšanský hřbitov Odd. IX 10 B 157)

Artuš Drtil je pohřben na Olšanských hřbitovech (Odd. IX 10 B 157). V roce 1985 mu byla v rodné obci Klopina ke 100. výročí jeho narození odhalena na obecním úřadě pamětní deska. Rovněž byl za přispění obecního úřadu a sestry Anny ošetřen jeho hrob na Olšanech v Praze.
Přestože byl autodidakt (samouk), byly jeho práce vysoce ceněny a sklízel za ně obdiv. Stavěl se proti antisemitismu, klerikalismu a moravskému separatismu. Byl liberálně demokratický, hájil ženskou emancipaci a slovenské národní hnutí. V literární kritice kladl vysoké morální měřítko na umění. Vyjadřoval se ve prospěch jeho sdělnosti i ideové hloubky. Svým dílem navázal na J. Herbena a H. G. Schauera. Sdílel jejich sociologickou metodu a inspiroval se i F. X. Šaldou. Je považován za spojnici mezi generací kritiků 90. let a generací bratrů Čapků.

#### Epitaf
Zde věčný spánek dříme Artuš Drtil:

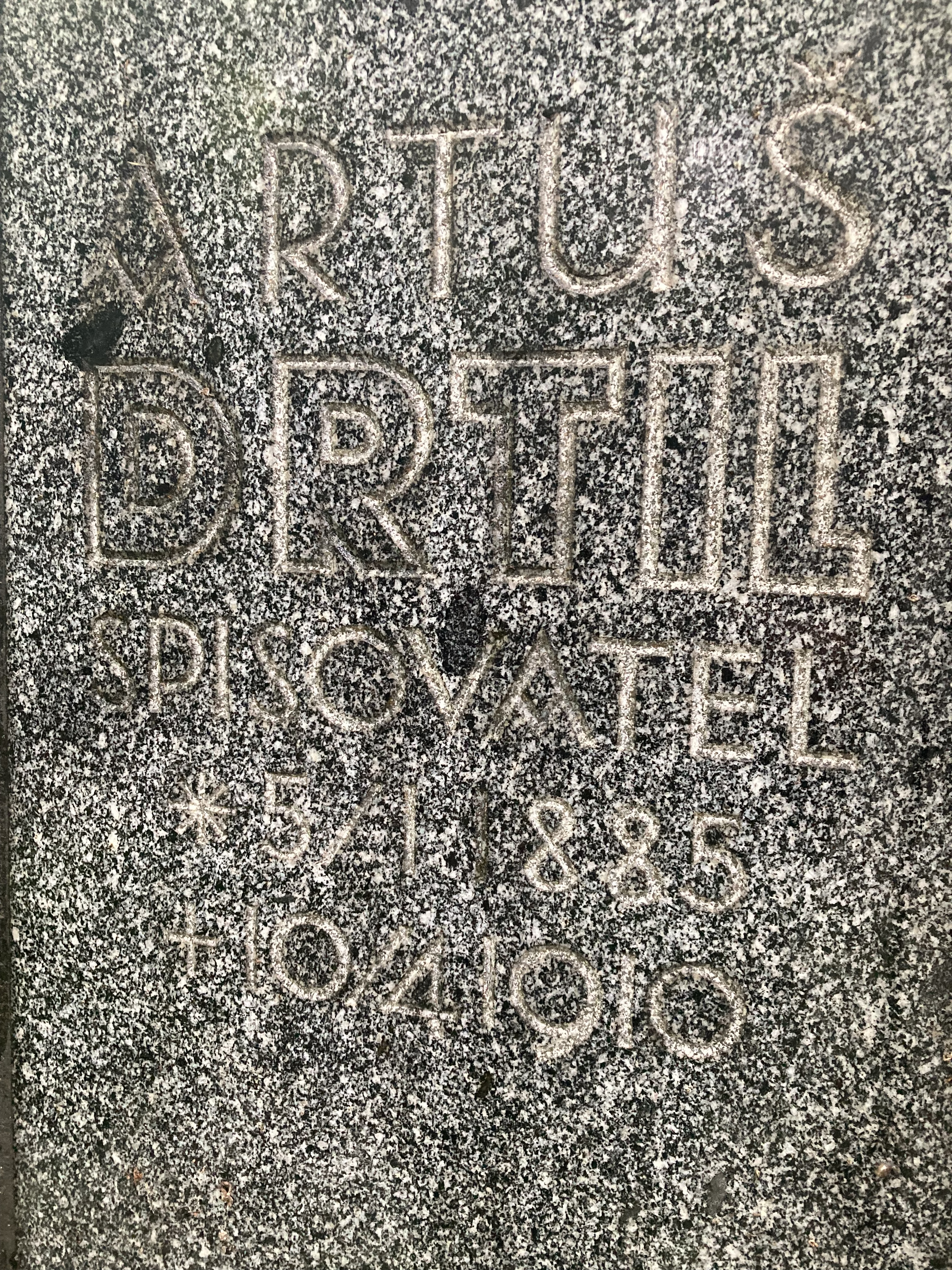
Detail náhrobku Artuše Drtila (Olšanský hřbitov Odd. IX 10 B 157)

on mnoho miloval, však ještě více škrtil
a šaškem stal se vposled svého žití
(vždyť neměl právo ani jiným býti!).
A chtěl−li výš, tož těžké nosil boty
an zakop vždy, když nejkrásnější noty
té lidské písně – Štěstí se jí říká –
chtěl zazpívat. Děv několika
on srdce lapil – z perníku však byla
a v hnusnou kaši se mu proměnila,
když líbal je a hladil, aby jednou
svou duši zahřál studenou a bědnou.
Vše pošpinil, i náhrobek svůj vlastní
a věru mohli říct, že blázní a ne básní.
Epitaf, Artuš Drtil

## Díla

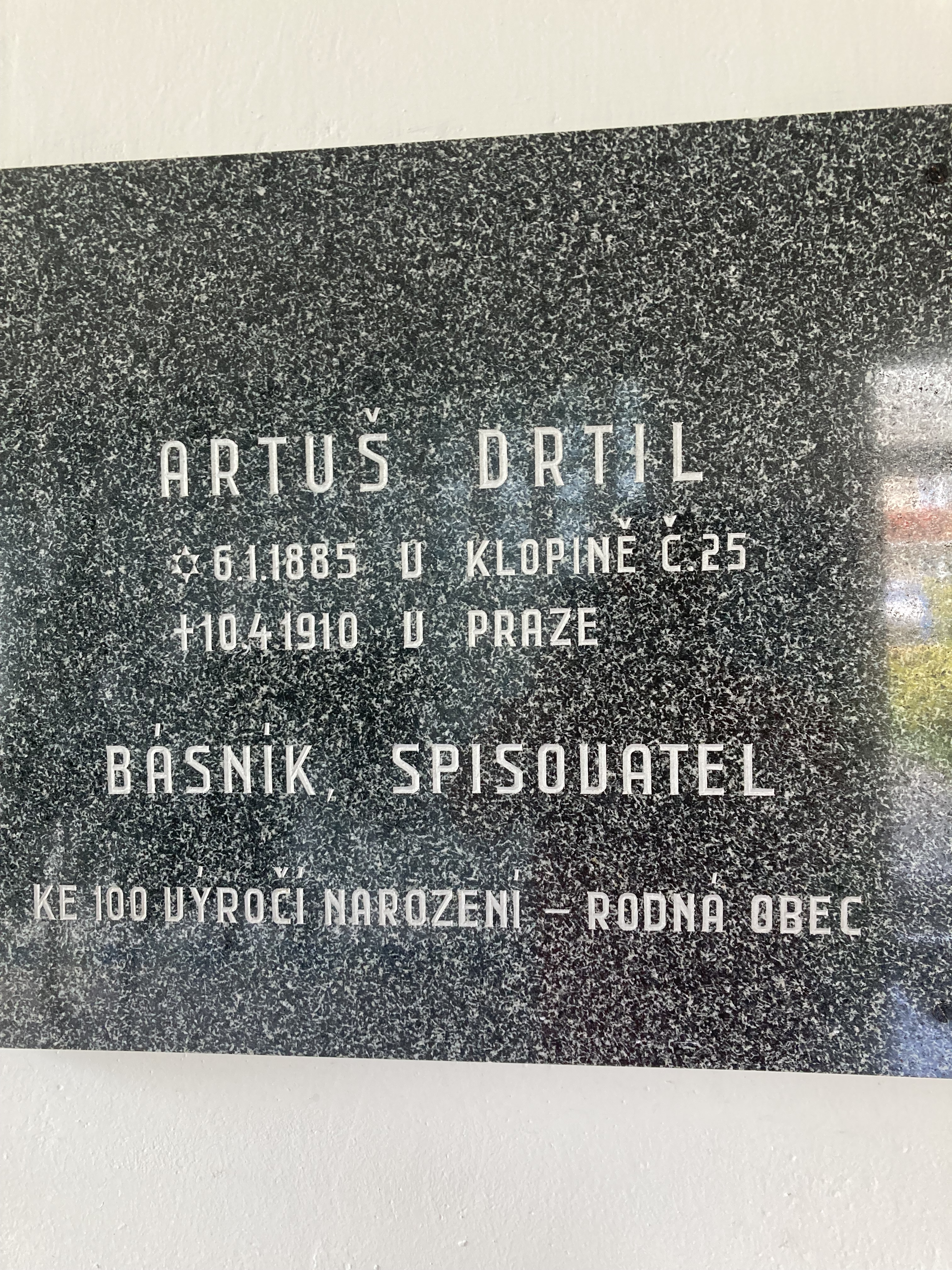
Pamětní deska Artuše Drtila v obci Klopina

### Texty
Fejetony, články a literární a společenské kritiky do novin a časopisů:
- Olomoucký Pozor,
- Prostějovský Havlíček,
- Česká stráž,
- Studentský směr,
- Studentský sborník,
- Pelclovy Rozhledy,
- Moravské rozhledy,
- Moravské národní noviny,
- Kramerius,
- Národní obzor,
- Horkého týdeník,
- Stopy,
- Přehled revue,
- Moravský kraj,
- Nová Slovač,
- Naše Slovensko,
- Hlasy z Hané,
- Podřipské slovo,
- Ženský Svět,
- Ženská Revue.[8][9][10]

### Korespondence
Dochovaná korespondence Artuše Drtila z let 1907–1910:
- se spisovatelkou Terezou Novákovou,
- se spisovatelkou Růženou Svobodovou,
- s redaktorkami Ženské revue Boženou Benešovou, Zdenkou Wiedermannovou−Motyčkovou,
- s redaktorkami Ženského světa Pavlou Maternovou a dalšími,
- devět dopisů F. X. Šaldy.[9]

### Knihy
- Artuš Drtil, Jiří Mahen. Nárys ideový a esthetický, vydáno posmrtně uspořádaný Františkem Šelepou, Přemysl Plaček v Praze−Královských Vinohradech, 1913.[8] [9]
- Artuš Drtil, Žena v myšlení a cítění moderního člověka-nedokončeno.[8]
- Artuš Drtil, Výbor z prací, V Praze : Nákladem Lidového družstva tiskařského a vydavatelstvo "Přehled", 1913